# Steife Wolfsmilch
Die Steife Wolfsmilch (Euphorbia stricta) ist eine Pflanzenart aus der Gattung Wolfsmilch (Euphorbia) innerhalb der Wolfsmilchgewächse (Euphorbiaceae).

## Beschreibung

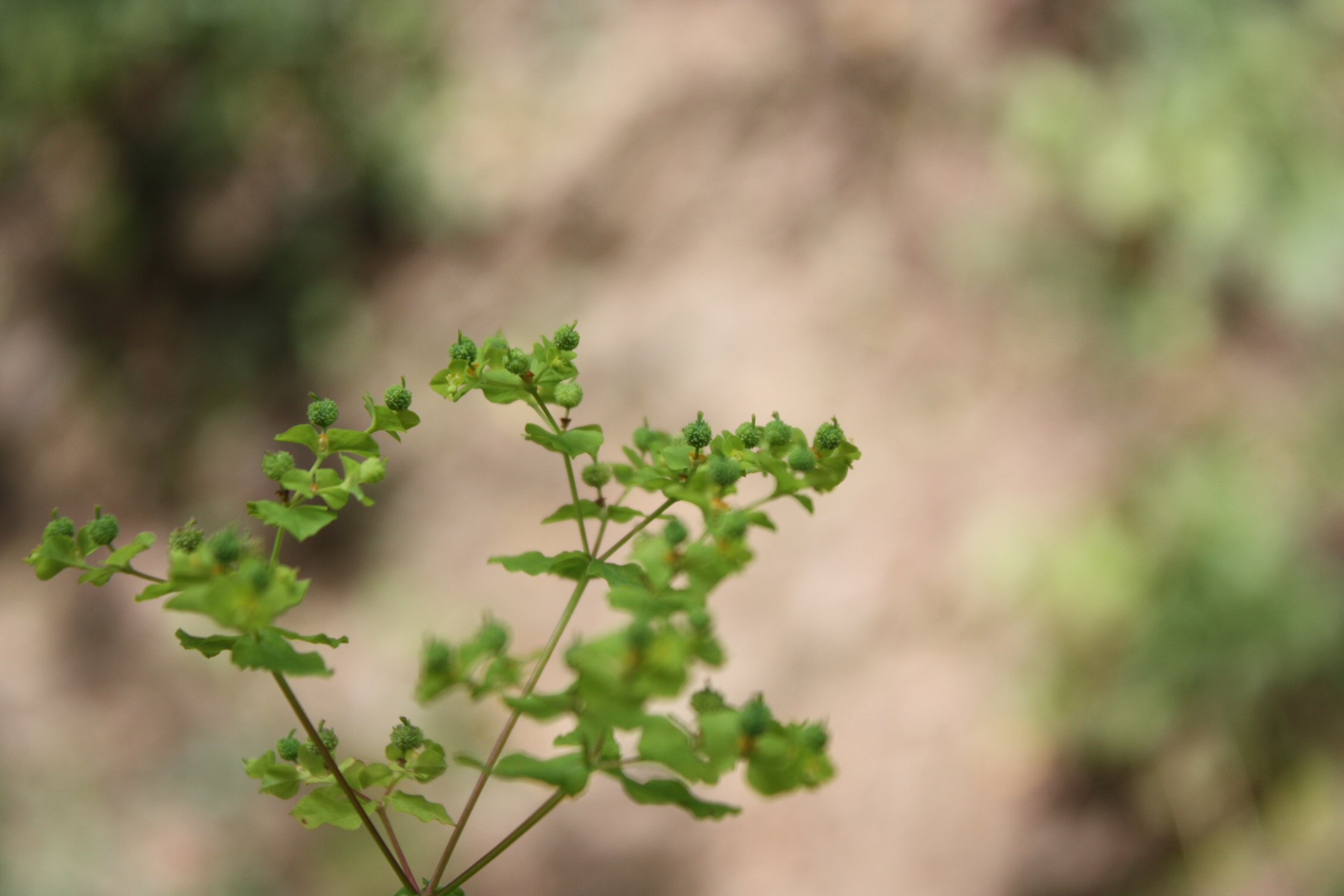
Gesamtblütenstand

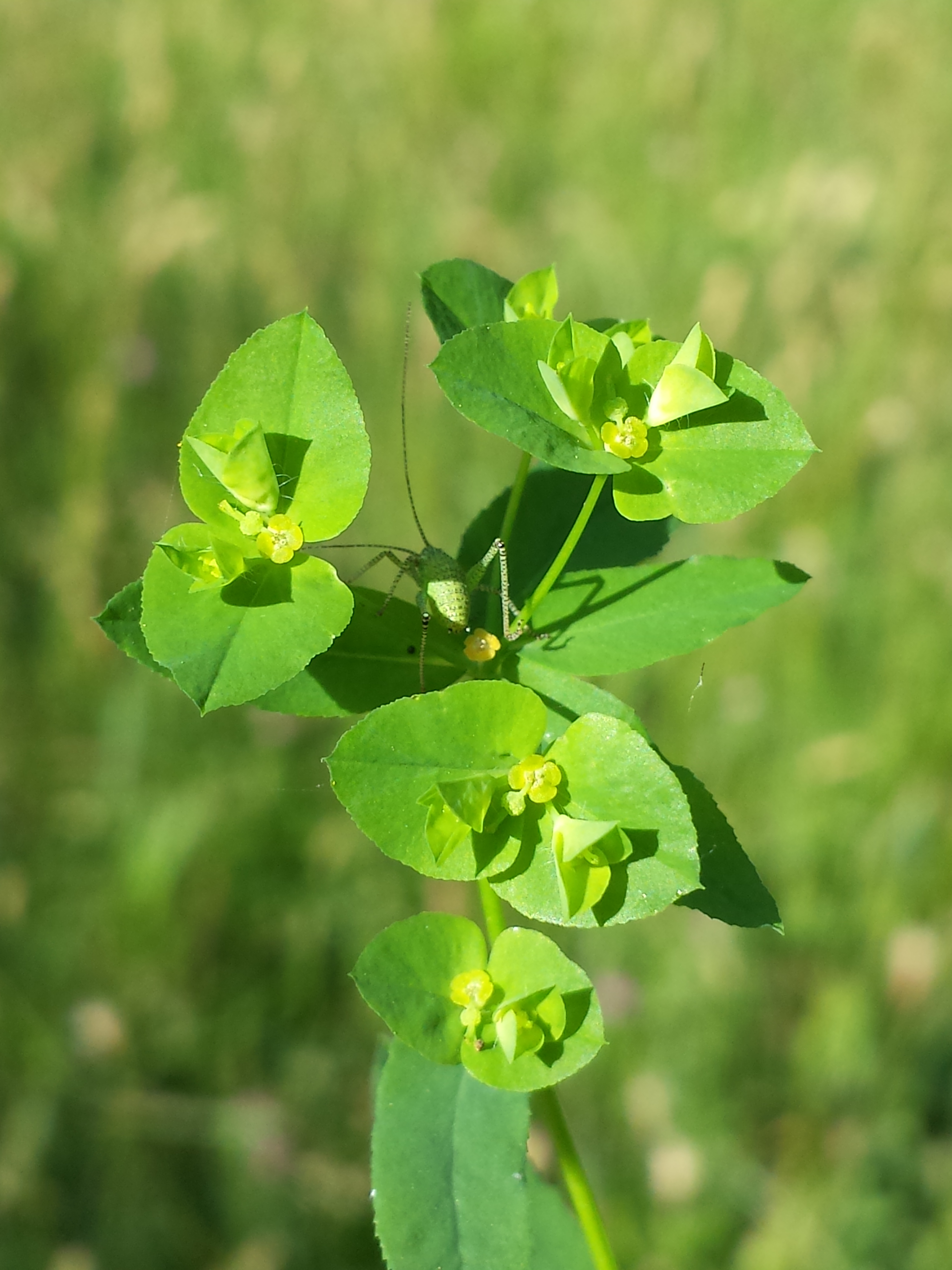
Blütenstand

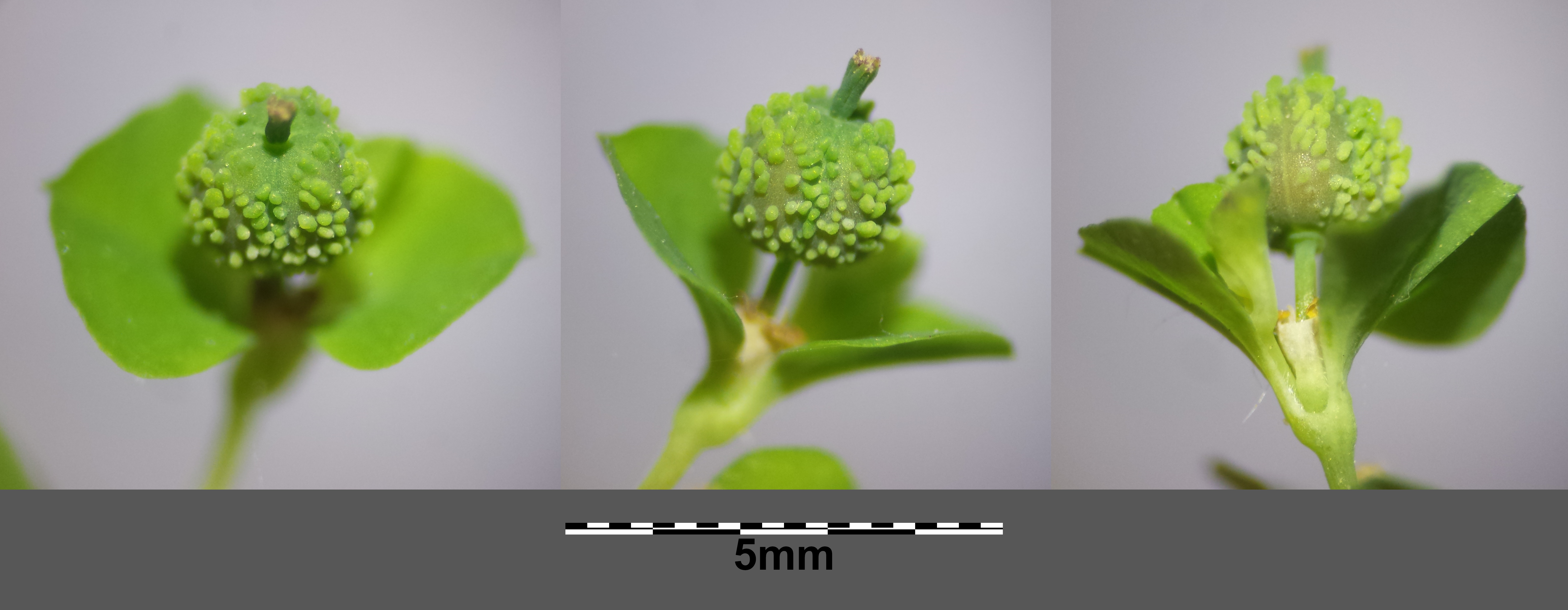
Junge Frucht

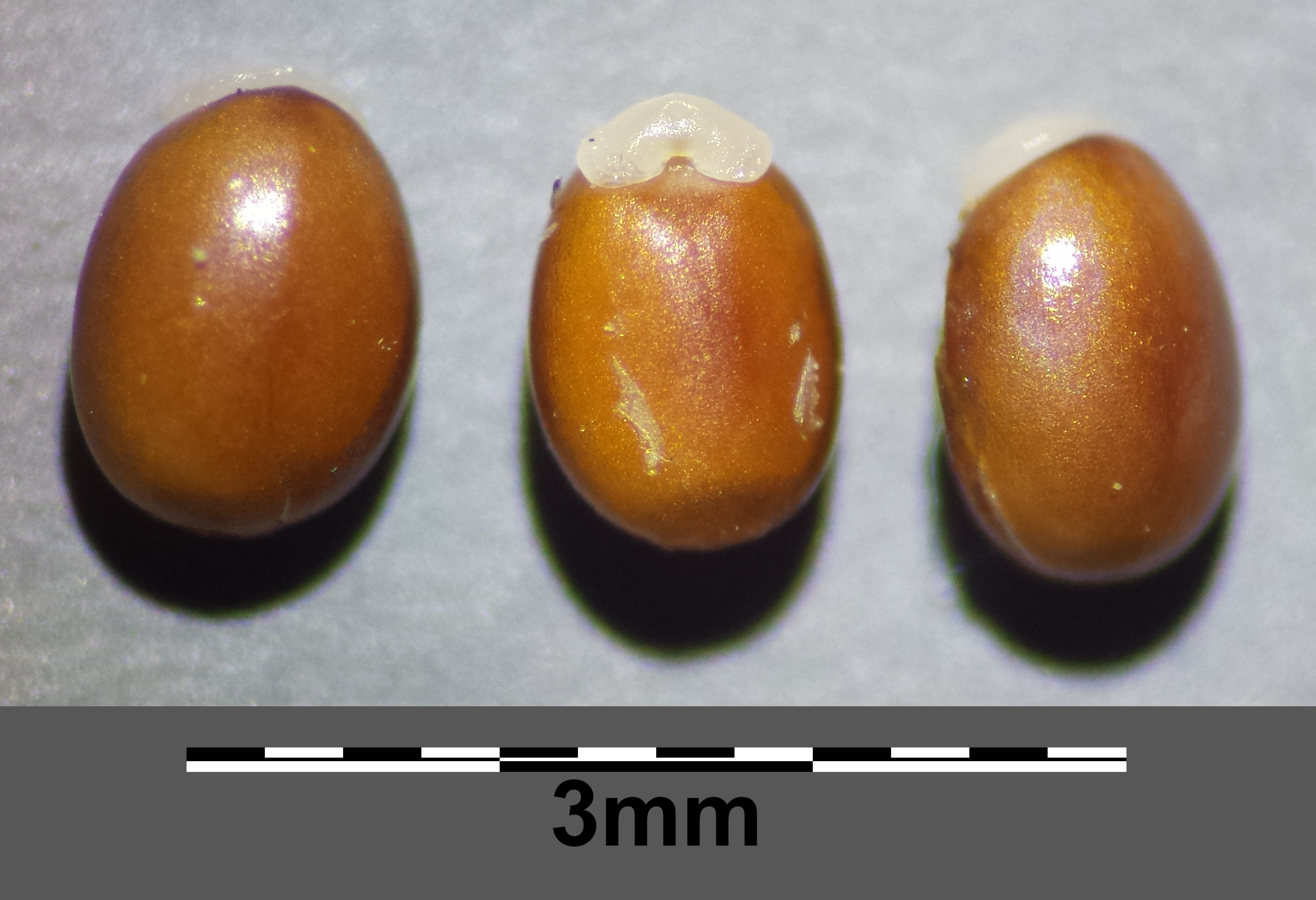
Samen

### Vegetative Merkmale
Die Steife Wolfsmilch ist eine einjährige krautige Pflanze, die Wuchshöhen von 15 bis 45 Zentimetern erreicht. Sie enthält weißen Milchsaft und bildet eine Pfahlwurzel. Meist sind mehrere, oft rötliche Stängel vorhanden. Die wechselständigen Laubblätter sind bei einer Länge von 2 bis 4 Zentimetern länglich-lanzettlich und während der Anthese nach unten herabgeschlagen und oft rötlich.

### Generative Merkmale
Der endständige, scheindoldige Blütenstand ist meist drei- bis fünfstrahlig und die Strahlen sind oft gabelig verzweigt, außerdem sind seitliche Teilblütenstände vorhanden. Die Cyathien tragen vier ovale, gelbe Drüsen. Unter jedem Cyathium stehen zwei nicht verwachsene, breit dreieckige, gelbgrüne Hochblätter.
Die Kapselfrucht ist etwa 2 Millimeter breit, überall mit kurz walzlichen Warzen besetzt, und hat keine deutlichen warzenfreie Längsstreifen. 
Die glatten Samen sind etwa 1 Millimeter breit.
Die Chromosomenzahl beträgt 2n = 14 oder 28.

## Ökologie
Die Steife Wolfsmilch ist ein Therophyt. Ihr Milchsaft ist giftig.
Sie blüht schon im ersten Jahr. Am Ende des Jahres oder im folgenden Frühjahr kann sie neue Triebe am Grund des Sprosses hervorbringen, wird aber nicht älter als zwei Jahre. Die Bestäubung erfolgt durch Insekten (Diptera). Die glatten Samen besitzen ein aus der Caruncula hervorgegangenem Elaiosom; daher ist auch eine Ausbreitung durch Ameisen möglich.

## Vorkommen
Das Verbreitungsgebiet der Steifen Wolfsmilch erstreckt sich von Europa bis zum Iran.
Die Steife Wolfsmilch kommt in Mitteleuropa zerstreut in lichten Auenwäldern oder in feuchten Laub-Mischwäldern, an Waldwegen oder Waldrändern und in Gärten vor. Sie gedeiht am besten auf nährstoffreiche Böden an etwas wärmeren Standorten, oft im Halbschatten.
In den Allgäuer Alpen steigt die Steife Wolfsmilch an der Gschwendwiesalpe bei Balderschwang bis zu einer Höhenlage von 1200 Metern auf.
Nach Ellenberg ist sie eine Halbschattenpflanze, subozeanisch verbreitet und an stickstoffreichen Standorten wachsend. Sie ist eine Verbandscharakterart der Lauchkraut-Säume (Alliarion) und speziell des Euphorbietum strictae.
Die ökologischen Zeigerwerte nach Landolt et al. 2010 sind in der Schweiz: Feuchtezahl F = 3w (mäßig feucht aber mäßig wechselnd), Lichtzahl L = 3 (halbschattig), Reaktionszahl R = 4 (neutral bis basisch), Temperaturzahl T = 4 (kollin), Nährstoffzahl N = 3 (mäßig nährstoffarm bis mäßig nährstoffreich), Kontinentalitätszahl K = 2 (subozeanisch).

## Taxonomie
Die Erstveröffentlichung von Euphorbia stricta erfolgte 1759 durch Carl von Linné in Systema Naturae, 10. Auflage, Band 2, S. 104 als erstbeschrieben. Synonyme für Euphorbia stricta L. sind: Euphorbia serrulata Thuill., Euphorbia foetida Hoppe ex W.D.J.Koch.